# We Are Era
We Are Era är ett svenskt influerarnätverk grundat 2013 som United Screens. Nätverket har omkring 200 kreatörer och drygt 330 miljoner månatliga visningar på YouTube. We Are Era hjälper nätverkets kreatörer med annonsering och varumärkessamarbeten, rättighetsägande, kanalutveckling, produktion samt att öka sina intäkter på samtliga sociala medieplattformar. We Are Era arbetar huvudsakligen inom tre områden: marknadsföring med influerare, AdSpace samt med produktioner. Utöver de nordiska kontoren i Stockholm och Köpenhamn finns We Are Era i Amsterdam, Berlin, Köln, Madrid, Milano och Paris.
Sedan december 2018 är RTL Group ensam aktieägare i bolaget.

## Historik
Företaget grundades i Sverige 2013 under namnet United Screens av Stina Bergfors, Malte Andreasson, Oscar Höglund och Jan Zachrisson. I början av företagets verksamhet fokuserades det uteslutande på online video, då bolaget var ett s.k. MCN, Multi Channel Network.
Bonnier var fram till i januari 2018 minoritetsägare i bolaget, tills RTL Group köpte samtliga aktier i United Screens i december 2018. I samband med att RTL Group köpte samtliga aktier i bolaget byttes ledningen ut och de ursprungliga grundarna lämnade företaget. RTL Group är majoritetsägt av mediekoncernen Bertelsmann.
I juni 2021 bytte United Screens och det centraleuropeiska, motsvariga bolaget i samma RTL-ägda koncern, Divimove, namn till det gemensamma We Are Era, detta till följd av de två bolagens nära samarbete och identiska verksamhet på olika marknader. Som ett led i namnbytet och samarbetet med f.d. Divimove, utökade We Are Era sin verksamhet till tolv europeiska marknader med kontor i åtta länder i Europa. Tillsammans är We Are Era ca 250 medarbetare totalt.
I oktober 2021 bytte We Are Era i Norden VD. Marcus Klamming, tidigare försäljningsdirektör på bolaget, ersatte Natalie Tideström Heidmark.

## Kreatörer
I januari 2022 hade We Are Era cirka 200 kanaler i sitt nordiska nätverk. Bland kreatörerna finns bland annat Klas Eriksson, Tone Sekelius, Filip Dikmen, Helen Torsgården, Zeina Mourtada, Mette Høgh, T0nse och Benjamin Mann-Nakel. Kreatörerna är verksamma inom ett flertal kategorier, till exempel hälsa, skönhet, mode, resor mat, underhållning, etc.

## Produktioner
We Are Era utvecklar och producerar marknadsföringskampanjer samt varumärkesinnehåll och originalformat för varumärken, kreatörer och plattformar. Företaget har bland annat arbetat med YouTube Works Awards, den digitala festivalen The Best Night by Jägermeister, den digitala YouTube-livekonserten med Zara Larsson x Internationella Kvinnodagen m.fl. We Are Era driver och producerar även YouTube-serien Gravid vecka för vecka, en kanal som sponsras av Trygg-Hansa och som har 100 000 unika månatliga tittare. Kanalen startade år 2013 och följer par och familjer genom deras graviditet fram till förlossning.

## Creator Studio
We Are Era tillhandahåller en studio som kan användas av kreatörer och annonsörer, i syfte att skapa innehåll för de olika sociala medie-plattformarna eller produktioner av olika slag; till exempel video-, musikvideo- och poddinspelningar.

## Utmärkelser
- "Årets Säljorganisation" 2016 på Stockholm Media Week.[14]
- Nominerade till "Årets Säljorganisation" 2017 och 2018 på Stockholm Media Week[15]

## We Are Era Music
We Are Era Music är dotterbolag till We Are Era. Företaget arbetar med musikrelaterat innehåll och har särskild kunskap inom digitala rättigheter. We Are Era Musics mål är att marknadsföra artister, skivbolag och maximera intäkterna, dels via annonsformat på YouTube, dels via varumärkessamarbeten.
I We Are Era Musics nätverk ingår omkring 250 kanaler, med cirka 129 miljoner månatliga visningar på YouTube.